# Vitale Faliero
Vitale Faliero, död 1095, var en venetiansk doge. Han var regerande doge av Venedig 1084–1095.